# Pierre Kompany
Pierre Kompany (Bukavu, 8 september 1947) is een Belgisch politicus voor het cdH, sinds maart 2022 Les Engagés genaamd.

## Levensloop
Pierre Kompany groeide op in Congo, waar hij aanvaller was in de voetbalploeg TP Mazembe. Aan de Universiteit van Kinshasa volgde hij vanaf 1967 een opleiding tot ingenieur, die werd stopgezet nadat hij in 1969 zijn solidariteit betuigde aan studenten die omkwamen bij bloedige incidenten. Hiervoor zat hij één jaar in de gevangenis in het militair centrum van Kitona.
In 1975 kwam hij als politiek vluchteling naar België en vestigde hij zich in Brussel, waar hij zijn studies voor ingenieur verderzette en als taxichauffeur ging werken. Nadat hij in 1988 zijn diploma haalde, werd hij tot in 1998 industrieel ingenieur en nadien kwaliteitsmanager bij het logistiek bedrijf DHL en vervolgens was hij tot 2012 leraar in het technisch en beroepsonderwijs, eerst aan het Institut des Arts et Métiers in Erquelinnes en nadien aan de gelijknamige school in Brussel. In 1982 werd hij officieel staatsburger van België. In België huwde hij en kreeg hij drie kinderen, waaronder de profvoetballers Vincent en François Kompany. Zelf speelde Pierre ook voetbal bij de reserven van RC Mechelen en VV Elewijt (de club die later met Crossing Elewijt fuseerde tot KCVV Elewijt).
Hij werd politiek actief voor de PS en was voor deze partij van 2006 tot 2012 schepen van Ganshoren, bevoegd voor Openbare Werken, Mobiliteit, Leefmilieu en Netheid. In 2012 stapte Kompany uit de PS en richtte hij de scheurlijst ProGanshoren op, gesteund door de partijen cdH en CD&V. Met deze lijst kwam hij op bij de gemeenteraadsverkiezingen van 2012. Hij slaagde erin om herkozen worden, maar belandde in de oppositie. Uiteindelijk werd hij lid van het cdH en voor deze partij werd hij in mei 2014 verkozen tot lid van het Brussels Hoofdstedelijk Parlement.
Bij de gemeenteraadsverkiezingen van 2018 werd ProGanshoren de grootste partij in de gemeente. Vervolgens werd hij in een coalitie met de liberalen burgemeester. Pierre Kompany was hiermee de eerste zwarte burgemeester van België. Eind februari 2022 diende hij, zoals in 2018 was afgesproken, zijn ontslag in als burgemeester van Ganshoren en in mei dat jaar droeg hij de burgemeesterssjerp officieel over aan zijn partijgenoot Jean-Paul Van Laethem.
In mei 2019 werd Kompany herkozen voor een tweede termijn van vijf jaar als Brussels volksvertegenwoordiger. Als oudste lid in jaren nam hij tijdelijk het voorzitterschap van het Brussels Parlement op zich. Van januari 2022 tot juni 2024 zetelde hij tevens in het Parlement van de Franse Gemeenschap.
In september 2023 stichtte Pierre Kompany de Fondation Pierre Kompany op, een stichting die zowel wil strijden tegen racisme als de klimaatopwarming, maar ook tot doel heeft om jongeren aan te sporen om aan sport te doen. Dezelfde maand nam hij ontslag uit de gemeenteraad van Ganshoren, omdat hij ging verhuizen naar Anderlecht. Sinds december 2024 zetelt hij in de gemeenteraad van deze stad.
Voor de federale verkiezingen van juni 2024 bekleedde Kompany de tweede plaats van de Les-Engagés lijst voor de kieskring Brussel-Hoofdstad en werd hij verkozen in de Kamer van volksvertegenwoordigers. Als oudste lid in jaren van de Kamer werd Kompany er lid van de commissie Buitenlandse Betrekkingen.